# Dzień Obrońców Wolności

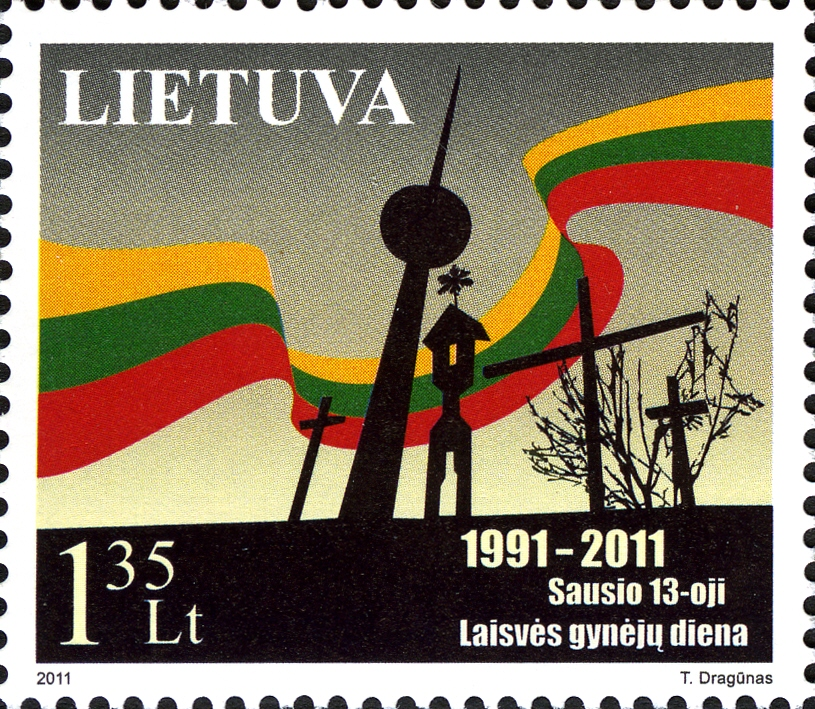
Znaczek pocztowy z 2011 roku

Dzień Obrońców Wolności – jeden z litewskich dni pamięci (święto państwowe) obchodzony 13 stycznia na pamiątkę wydarzeń styczniowych.

## Historia i status
Święto upamiętnia wydarzenia styczniowe, czyli wydarzenia związane z interwencją Armii Radzieckiej na Litwie w styczniu 1991 roku, po ogłoszeniu Aktu Przywrócenia Państwa Litewskiego przez tę republikę. 13 stycznia radzieccy komandosi dokonali szturmu na wileńską wieżę telewizyjną, z której zwolennicy niepodległości Litwy nadawali swój program. W wyniku tych wydarzeń zmarło czternastu litewskich obrońców.
W celu upamiętnienia obrońców w 1991 roku Prezydium Rady Najwyższej Republiki Litewskiej ustanowiło 13 stycznia Dniem Obrońców Wolności. W 1997 roku Dzień Obrońców Wolności znalazł się na liście ustawowych Dni Pamięci.
W 2025 roku marszałek Sejmu Litwy Saulius Skvernelis zaproponował ustanowienie Dnia Obrońców Wolności dniem wolnym od pracy (pierwsze inicjatywy w tym kierunku podjęto w 2020 roku).

## Obchody i tradycje
Z okazji obchodów Dnia Obrońców Wolności w Sejmie Republiki Litewskiej przyznawane są Nagrody Wolności. W dniu tym odbywa się uroczysta msza święta oraz uroczystości ku czci zmarłych na cmentarzu na Antokolu. W ramach obchodów w Wilnie organizowany jest bieg Drogą życia i śmierci.
12 i 13 stycznia w celu upamiętnienia Dnia Obrońców Wolności rozpalane są ogniska wolności, zaś 13 stycznia w oknach szkół, urzędów, mieszkań itp. w oknach rankiem zapalane są symboliczne świece pamięci.
Symbolem Dnia Obrońców Wolności jest niezapominajka. Mieszkańcy Litwy są zachęcani do wpinania symbolicznych niezapominajek w swoje ubrania – akcja propagująca tę ideę zaczęła funkcjonować od 2014 roku.
W Polsce obchody święta mają miejsce w zamieszkanym w większości przez Litwinów Puńsku i jego okolicach.